# 馬上の二人
『馬上の二人』（ばじょうのふたり、Two Rode Together）は、1961年の西部劇映画。
監督はジョン・フォード、主演はジェームズ・スチュアート、リチャード・ウィドマーク、シャーリー・ジョーンズ。 ウィル・クックによって書かれた1959年の小説「Comanche Captives」を基にしている。 

## キャスト
| 役名                       | 俳優                     | 日本語吹替                        |
| 役名                       | 俳優                     | TBS版                             |
| -------------------------- | ------------------------ | --------------------------------- |
| マケーブ保安官             | ジェームズ・スチュアート | 松宮五郎                          |
| ゲーリー中尉               | リチャード・ウィドマーク | 大塚周夫                          |
| マーティ                   | シャーリー・ジョーンズ   | 鈴木弘子                          |
| エレナ                     | リンダ・クリスタル       | 平井道子                          |
| ダリウス・P・ポージー軍曹  | アンディ・ディヴァイン   | 和田文夫                          |
| メジャー・フレイザー少佐   | ジョン・マッキンタイア   | 島宇志夫                          |
| エドワード・パーセル裁判官 | ポール・バーチ           | 神山卓三                          |
| オルソ・クレッグ           | ハリー・ケリー・ジュニア |                                   |
| グリーリー・クレッグ       | ケン・カーティス         |                                   |
| マラプロップ夫人           | アンナ・リー             |                                   |
| メアリー夫人               | ジャネット・ノーラン     |                                   |
| ストーン・カフ             | ウディ・ストロード       |                                   |
| 不明 その他                |                          | 野島昭生 八代駿                   |
|                            |                          |                                   |
| 演出                       | 演出                     | 加藤敏                            |
| 翻訳                       | 翻訳                     | 古賀牧彦                          |
| 効果                       | 効果                     | TFC                               |
| 調整                       |                          |                                   |
| 制作                       | 制作                     | 東北新社                          |
| 解説                       | 解説                     | 荻昌弘                            |
| 初回放送                   | 初回放送                 | 1970年5月4日 『月曜ロードショー』 |

## スタッフ
- 監督：ジョン・フォード
- 製作：スタン・シュペトナー、ジョン・フォード
- 原作：ウィル・クック
- 脚本：フランク・ニュージェント
- 撮影：チャールズ・ロートン・Jr
- 音楽：ジョージ・ダニング

## 製作
撮影は、ジョン・ウェイン主演の映画『アラモ』のために作られた映画セットである「アラモ村」で行われた。
編集のジャック・マレーは映画公開の数ヶ月前に亡くなったため、本作が遺作となった。